# Lamentaciones de Isis y Neftis

Neftis, diosa egipcia.

Las Lamentaciones de Isis y Neftis constituyen la segunda parte del Papiro 3.008, que ahora está en el Museo Real de Berlín. Fue encontrado en el interior de una estatua de Osiris. La primera parte del papiro contiene algunos capítulos del ritual funerario en jeroglíficos. La segunda parte consiste en cinco páginas de bella escritura hierática de la época más baja, probablemente del tiempo de la dinastía de los Ptolomeos. El tema principal es la resurrección y el nacimiento de Osiris. El texto en hierático consiste en cinco columnas cuyo tamaño varía. Son las lamentaciones de las diosas Isis y Neftis dirigidas al dios Osiris. El final del texto contiene instrucciones sobre cómo debe ser utilizado, recogiendo la manera en que las lamentaciones tenían que ser recitadas por dos mujeres que se hicieran pasar por las diosas. En el margen inferior de la columna cinco, en un bosquejo bastante tosco, están representadas las dos mujeres sentadas en el suelo, cada una de ellas sosteniendo una jarra y ofreciendo pan. El texto pertenece básicamente al ritual de Osiris tal y como era representado en los templos, solo que al ser incluido en el Libro de los Muertos fue adaptado al servicio funerario de la persona fallecida, una adaptación que pudo ser posible gracias a la asociación tradicional de los muertos con el dios Osiris. Este texto es muy similar al que recoge el Papiro Bremmner-Rhind (BM 10188), conociéndose el fragmento de este último como "Las canciones de Isis y Neftis", pasaje bastante más extenso que este.